# 埃尼尼奥
小埃尼奥·奥利维拉（葡萄牙語：Ênio Oliveira Júnior，1981年5月16日—），通称埃尼尼奥（Eninho），是一名巴西足球运动员。

## 俱乐部生涯
1999年，埃尼尼奥在摩吉米林开始职业足球生涯，之后转投圣卡埃塔诺。2002年加盟K联赛球队水原三星蓝翼，经历一个并不算成功的赛季后，他回到巴西，先后辗转于葡萄牙人、格雷米奥、瓜拉尼、维拉诺瓦、科鲁里皮、雷加塔斯、穆里西和马里利亚。
2007年，埃尼尼奥再次登陆K联赛，加盟大邱FC。2009年，埃尼尼奥转会加盟另一支K联赛球队全北现代汽车。他帮助球队获得2009赛季联赛冠军，并在2009和2010赛季两次入选K联赛赛季最佳11人名单。2011年7月19日，他和球队续约到2014年。2011赛季，他再次帮助球队获得联赛冠军，在亚足联冠军联赛获得亚军，再次入选联赛赛季最佳11人。他的出色表现促使韩国国家队主教练崔康熙和韩国足协有意推荐他归化到韩国国籍。不过最终韩国体育协会否决了这次提议。
2013年7月20日，埃尼尼奥和中国足球超级联赛球队长春亚泰正式签约。